# Willem van Brunswijk
Willem August Lodewijk Maximiliaan Frederik van Brunswijk-Wolfenbüttel-Bevern (Braunschweig, 25 april 1806 – Sybillenort, 18 oktober 1884) was van 1831 tot 1884 hertog van Brunswijk.

## Biografie
Hij was de tweede zoon van hertog Frederik Willem en Maria van Baden, dochter van Karel Lodewijk van Baden. Zijn moeder vluchtte samen met hem en zijn oudere broer Karel na de Slag bij Jena in oktober 1806 naar Zweden en vervolgens naar Bruchsal, waar zij op 20 april 1808 stierf. Hierop liet zijn grootmoeder Augusta (zuster van de Britse koning George III) hem naar Engeland overbrengen. Na 1814 werd hij te Brunswijk onder voogdij van George IV opgevoed. Zijn broer Karel besteeg als Karel II de hertogelijke troon toen Frederik Willem in 1815 sneuvelde in de Slag bij Quatre-Bras.
Willem studeerde in 1822 te Göttingen, trad in 1823 als majoor in dienst van het Pruisische leger en ontving in 1826 van zijn broer het vorstendom Öls in Silezië. Toen Karel II op 7 september 1830 vanwege zijn wanbeleid werd verdreven, nam Willem de regering als regent over. Nadat Karel officieel ongeschikt tot regeren was verklaard, werd hij op 20 april 1831 hertog. Hij liet de regering grotendeels aan zijn ministers over en bracht een groot deel van het jaar door in Öls. In 1832 werd er een nieuwe grondwet ingevoerd en in 1844 trad Brunswijk toe tot de Pruisische Zollverein. Willem verkoos niet te trouwen, bracht zijn tijd door met de jacht en het theater en was bij zijn volk tamelijk geliefd.
Hij nam in 1866 nauwelijks deel aan de Pruisisch-Oostenrijkse Oorlog, maar trad wel toe tot de Noord-Duitse Bond. De hertog weigerde een militaire conventie met Pruisen te sluiten, omdat dit land niet akkoord ging met de troonopvolger van zijn keuze, de voormalige koning George V van Hannover uit het huis Brunswijk-Lüneburg. Onder zijn bewind werden de juryrechtspraak en persvrijheid ingevoerd en werden stappen in de richting van de vrijhandel ondernomen. In de Frans-Duitse Oorlog (1870/1871) streed Brunswijk aan Pruisische zijde. In 1871 trad het toe tot het Duitse Keizerrijk. Zoals zoveel Duitse vorsten stichtte ook Wilhelm tal van onderscheidingen zoals het Brandweer-Ereteken voor 25 Dienstjaren (Brunswijk).
Willem stierf op 18 oktober 1884 te Sibyllenort en werd bijgezet in de dom van Brunswijk. Hij vermaakte zijn privé-vermogen aan George' zoon Ernst August II van Hannover, zijn niet-leenroerige goederen aan koning Albert van Saksen en Öls verviel aan Pruisen. Zijn (minimaal zes) buitenechtelijke kinderen werden ruim bedeeld. Omdat Pruisen Ernst August evenmin op de Brunswijkse troon wenste te zien, werd de Pruisische prins Albert en later Johan Albrecht van Mecklenburg als regent aangewezen. Pas in 1913 werd Ernst Augusts zoon Ernst August (III) als nieuwe hertog erkend.

## Voorvaderen
| Willem van Brunswijk             | Willem van Brunswijk                                                                                       | Willem van Brunswijk                                                                                       | Willem van Brunswijk | Willem van Brunswijk | Willem van Brunswijk                                                             | Willem van Brunswijk                                                             | Willem van Brunswijk                                                                                | Willem van Brunswijk                                                           |
| -------------------------------- | --- | --- | --- | --- | -------------------------------------------------------------------------------- | -------------------------------------------------------------------------------- | --------------------------------------------------------------------------------------------------- | ------------------------------------------------------------------------------ |
| Overgrootouders                  | Karel I van Brunswijk-Wolfenbüttel (1713–1780) ∞ Charlotte van Pruisen (1716–1801)                         | Karel I van Brunswijk-Wolfenbüttel (1713–1780) ∞ Charlotte van Pruisen (1716–1801)                         | Prins Frederik van Groot-Brittannië, prins van Wales (1707-1751) ∞ 1736 Prinses Augusta van Saksen-Gotha-Altenburg (1719-1772) | Prins Frederik van Groot-Brittannië, prins van Wales (1707-1751) ∞ 1736 Prinses Augusta van Saksen-Gotha-Altenburg (1719-1772) | Karel Frederik van Baden (1728–1811) ⚭ 1769 Karoline Luise von Baden (1723-1783) | Karel Frederik van Baden (1728–1811) ⚭ 1769 Karoline Luise von Baden (1723-1783) | Lodewijk IX van Hessen-Darmstadt (1719-1790) ⚭ Henriëtte Caroline van Palts-Zweibrücken (1721-1774) |                                                                                |
| Grootouders                      | Karel Willem Ferdinand van Brunswijk-Wolfenbüttel (1735–1806) ∞ Augusta Frederika van Hannover (1737-1813) | Karel Willem Ferdinand van Brunswijk-Wolfenbüttel (1735–1806) ∞ Augusta Frederika van Hannover (1737-1813) | Karel Willem Ferdinand van Brunswijk-Wolfenbüttel (1735–1806) ∞ Augusta Frederika van Hannover (1737-1813)                     | Karel Willem Ferdinand van Brunswijk-Wolfenbüttel (1735–1806) ∞ Augusta Frederika van Hannover (1737-1813)                     | Karel Lodewijk van Baden (1755-1801) ∞ Amalia van Hessen-Darmstadt (1754–1832)   | Karel Lodewijk van Baden (1755-1801) ∞ Amalia van Hessen-Darmstadt (1754–1832)   | Karel Lodewijk van Baden (1755-1801) ∞ Amalia van Hessen-Darmstadt (1754–1832)                      | Karel Lodewijk van Baden (1755-1801) ∞ Amalia van Hessen-Darmstadt (1754–1832) |
| Ouders                           | Frederik Willem van Brunswijk (1771–1815) ∞ Maria van Baden (1782-1808)                                    | Frederik Willem van Brunswijk (1771–1815) ∞ Maria van Baden (1782-1808)                                    | Frederik Willem van Brunswijk (1771–1815) ∞ Maria van Baden (1782-1808)                                                        | Frederik Willem van Brunswijk (1771–1815) ∞ Maria van Baden (1782-1808)                                                        | Frederik Willem van Brunswijk (1771–1815) ∞ Maria van Baden (1782-1808)          | Frederik Willem van Brunswijk (1771–1815) ∞ Maria van Baden (1782-1808)          | Frederik Willem van Brunswijk (1771–1815) ∞ Maria van Baden (1782-1808)                             | Frederik Willem van Brunswijk (1771–1815) ∞ Maria van Baden (1782-1808)        |
| Willem van Brunswijk (1806–1884) | | | | |                                                                                  |                                                                                  | |                                                                                |